# Довгий берег (пам'ятка природи)
Довгий берег — гідрологічна пам'ятка природи на лівому березі р. Бужок за 1 км на схід від села Митківці Летичівського району на Хмельниччині. Була оголошена рішенням Хмельницького облвиконкому № 251 від 20.09.1979 року.

## Опис
Типове заплавне болото. Тут ростуть занесені до «Червоної книги» рослини родини архідних, сашник ржавий та інші.
Площа — 5 га.

## Скасування
Станом на 01.01.2016 року об'єкт не міститься в офіційних переліках територій та об'єктів природно-заповідного фонду, оприлюднених на Єдиному державному вебпорталі [Архівовано 4 травня 2016 у Wayback Machine.] відкритих даних. Проте ні в Міністерстві екології та природних ресурсів України, ні у Департаменті екології та природних ресурсів Хмельницької обласної державної адміністрації відсутня інформація про те, коли і яким саме рішенням було скасовано цей об'єкт природно-заповідного фонду.